# کانهاتا (میسیسیپی)
کانهاتا (به انگلیسی: Conehatta) مکانی در ایالت میسیسیپی کشور ایالات متحده آمریکا است که جمعیت آن در سرشماری سال ۲۰۱۰ میلادی، ۱٬۳۴۲
نفر بوده‌است.